# 15 tháng 1
Ngày 15 tháng 1 là ngày thứ 15 trong lịch Gregory. Còn 350 ngày trong năm (351 ngày trong năm nhuận).

## Sự kiện
- 69 – Otho đoạt lấy quyền lực tại thành La Mã, tự tuyên bố là Hoàng đế La Mã, song ông chỉ trị vì được ba tháng do bị ám sát.
- 593 – Hoàng nữ Nukatabe làm lễ đăng quang thiên hoàng của Nhật Bản, là nữ thiên hoàng đầu tiên được công nhận.
- 1559 – Elizabeth I đăng quang quân chủ Anh tại Tu viện Westminster, Luân Đôn.
- 1582 – Nước Nga Sa hoàng cắt nhượng Livonia và Estonia cho Liên bang Ba Lan và Lietuva.
- 1759 – Bảo tàng Anh mở cửa lần đầu tiên cho công chúng.
- 1775 – Tù trưởng Kawila của Lampang chiếm thành Chiang Mai, kết thúc hơn 200 năm Miến Điện cai trị Lan Na.
- 1777 – Cách mạng Mỹ: Cộng hòa Vermont tuyên bố độc lập.
- 1826 – Tuần báo châm biếm Le Figaro được thành lập tại Paris, Pháp
- 1844 – Tổng hội bang Indiana ban đặc quyền trường đại học chính thức cho Đại học Notre Dame.
- 1870 – Một bức tranh biếm họa chính trị lần đầu tiên tượng trưng hóa Đảng Dân chủ (Hoa Kỳ) với một con Lừa.
- 1871 – Chiến tranh Pháp-Phổ: Bắt đầu trận sông Lisaine diễn ra trên lãnh thổ Pháp.
- 1892 – James Naismith ban hành các điều lệ của môn Bóng rổ.
- 1919 – Hai nhà xã hội chủ nghĩa xuất chúng tại Đức là Rosa Luxemburg và Karl Liebknecht bị Quân đoàn Tự do (Freikorps) tra khảo và ám sát ở thời kỳ cuối của cuộc Nổi dậy Spartakus.
- 1933 – Một cô bé 12 tuổi lần đầu trông thấy Đức Mẹ hiện ra tại Banneux, Bỉ, tức Đức Mẹ Banneux.
- 1934 – Một trận động đất có cường độ 8,0 Mw với chấn tâm tại miền đông Nepal khiến hơn 10.000 người thiệt mạng tại Bihar thuộc Ấn Độ và Nepal.
- 1943 – Lầu Năm Góc được khánh thành tại quận Arlington, Virginia, Hoa Kỳ, là trụ sở của Bộ Quốc phòng Hoa Kỳ.
- 1949 – Nội chiến Trung Quốc: Lực lượng Cộng sản chiếm được Thiên Tân từ Chính phủ Quốc dân trong chiến dịch Bình Tân.
- 1951 – Một tòa án tại Tây Đức kết án tù chung thân và tước vĩnh viễn các quyền dân sự đối với Ilse Koch, vợ của cai ngục Trại tập trung Buchenwald vì các tội kích động giết người và gây thương tích.
- 1967 – Trận đấu tranh Siêu cúp Bóng bầu dục Mỹ Super Bowl đầu tiên diễn ra tại Los Angeles. Green Bay Packers đánh bại Kansas City Chiefs với tỷ số 35–10.
- 1970 – Muammar al-Gaddafi trở thành thủ tướng của Libya.
- 1980 – Indira Gandhi bắt đầu nhiệm kỳ Thủ tướng Ấn Độ lần thứ nhì không liên tục của mình
- 1981 – Giáo hoàng Gioan Phaolô II tiếp đón một phái đoàn do Lech Wałęsa dẫn đầu từ Công đoàn Đoàn kết tại Thành Vatican.
- 1990 – Quốc hội Cộng hòa Nhân dân Bulgaria chính thức bãi bỏ "vai trò lãnh đạo" của Đảng Cộng sản Bulgaria
- 1991 – Chiến tranh vùng Vịnh: Kết thúc thời hạn Liên Hợp Quốc đặt ra để lực lượng Iraq triệt thoái khỏi Kuwait, mở đường cho Chiến dịch Bão táp sa mạc.
- 1992 – 12 quốc gia thành viên của Cộng đồng châu Âu công nhận Slovenia và Croatia độc lập từ Cộng hòa Liên bang Xã hội chủ nghĩa Nam Tư.
- 2001 – Từ điển bách khoa toàn thư mở Wikipedia phiên bản tiếng Anh được đưa lên Internet.
- 2005
  - Tàu vũ trụ bay theo quỹ đạo Mặt Trăng SMART-1 của Cơ quan vũ trụ châu Âu phát hiện các nguyên tố như Calci, Nhôm, Silic, Sắt, và các nguyên tố khác trên bề mặt Mặt Trăng.
  - Mahmoud Abbas bắt đầu nhiệm kỳ Tổng thống thứ hai Chính quyền quốc gia Palestine.
- 2009 – Chuyến bay 1549 của US Airways phải hạ cánh xuống sông Hudson tại thành phố New York, không có trường hợp thiệt mạng trong vụ tai nạn.

## Sinh
- 5 TCN – Lưu Tú, tức Hán Quang Vũ Đế, hoàng đế của triều Hán, tức ngày Giáp Tý tháng 12 năm Kiến Bình thứ 1 (m. 57)
- 1539 – Maeda Toshiie, tướng lĩnh người Nhật Bản, tức 25 tháng 12 năm Mậu Tuất (m. 1599)
- 1622 – Molière, nhà biên kịch và diễn viên người Pháp (m. 1673)
- 1725 – Pyotr Aleksandrovich Rumyantsev, tức 4 tháng 1 theo lịch Julius tướng lĩnh Đế quốc Nga (m. 1796)
- 1810 – Emil von Schwartzkoppen, tướng lĩnh Phổ (m. 1878)
- 1842 – Mary MacKillop, người Úc được phong thánh (m. 1909)
- 1850
  - Mihai Eminescu, thi sĩ người România (m. 1889)
  - Sofia Vasilyevna Kovalevskaya, nhà toán học người Nga, 3 tháng 1 theo lịch Julius (m. 1891)
- 1859 – Nathaniel Lord Britton, nhà địa chất, nhà thực vật học người Mỹ (m. 1934)
- 1866 – Nathan Söderblom, nhà thần học Tin Lành Thụy Điển, người nhận Giải thưởng Nobel về hòa bình (m. 1931)
- 1882
  - Florian Znaniecki, nhà xã hội học, triết gia người Ba Lan-Mỹ (m. 1958)
  - Margaret, Vương tôn nữ Anh Quốc-Thái tử phi Thụy Điển (m. 1920)
- 1891 – Osip Emilyevich Mandelstam, thi sĩ người Nga, tức 3 tháng 1 theo lịch Julius (m. 1938)
- 1895 – Artturi Ilmari Virtanen, nhà hóa sinh Phần Lan, nhận Giải thưởng Nobel (m. 1973)
- 1897 – Từ Chí Ma, thi sĩ người Trung Quốc, tức ngày 13 tháng 12 năm Bính Thân (m. 1931)
- 1900 – Ông Văn Huyên, mục sư người Việt Nam (m. 1999)
- 1910 – Trần Hữu Dực, chính trị gia người Việt Nam (m. 1993)
- 1917 – Nguyễn Văn Trân, chính trị gia người Việt Nam
- 1918 – Gamal Abdel Nasser, chính trị gia người Ai Cập, tổng thống của Ai Cập (m. 1970)
- 1920 – Huỳnh Phú Sổ, người sáng lập Phật giáo Hòa Hảo, tức ngày 25 tháng 11 năm Kỷ Mùi (m. 1947)
- 1922 – Đoàn Trọng Truyến, chính trị gia người Việt Nam (m. 2009)
- 1923 – Lý Đăng Huy, chính trị gia người Đài Loan, Tổng thống Trung Hoa Dân Quốc
- 1929 – Martin Luther King, nhà hoạt động dân quyền người Mỹ (m. 1968)
- 1930 – Trần Văn Cẩm, tướng lĩnh Việt Nam Cộng hòa
- 1940 – Thích Trí Quảng, hòa thượng người Việt Nam
- 1943 – Margaret Beckett, chính trị gia người Anh Quốc
- 1945 – Marie Christine von Reibnitz, nhà thiết kế nội thất và tác giả người Đức-Anh Quốc
- 1946 – Phêrô Nguyễn Văn Đệ, linh mục người Việt Nam
- 1947 – Martin Chalfie, nhà hóa học người Mỹ, đoạt giải Nobel
- 1950
  - Marius Trésor, cầu thủ bóng đá người Pháp
  - Viên Tân Điều, nhạc sĩ người Việt Nam
  - Choe Ryong-hae, chính trị gia và sĩ quan quân đội người Triều Tiên
- 1951 – Iguchi Naruhito, seiyū người Nhật Bản
- 1955 – Tanaka Mayumi, seiyū người Nhật Bản
- 1958 – Boris Tadić, chính trị gia người Serbia, tổng thống của Serbia
- 1963 – Hà Thanh Toàn, nhà giáo dục, nhà chính trị người Việt Nam
- 1970 – Shane McMahon, đô vật và doanh nhân người Mỹ
- 1973 – Tomáš Galásek, cầu thủ bóng đá người Séc
- 1979 – Chu Hiếu Thiên, ca sĩ và diễn viên người Đài Loan (F4)
- 1981
  - El Hadji Diouf, cầu thủ bóng đá người Sénégal
  - Pitbull, ca sĩ đọc rap người Mỹ
- 1982 – Emina Jahović, ca sĩ và diễn viên người Serbia-Thổ Nhĩ Kỳ
- 1983 – Jermaine Pennant, cầu thủ bóng đá Anh
- 1985 – René Adler, cầu thủ bóng đá người Đức
- 1988 – Skrillex, ca sĩ, DJ người Mỹ
- 1990 – Vũ Trà My, vận động viên võ thuật người Việt Nam
- 1994 – Eric Dier, cầu thủ bóng đá người Anh
- 1995 – Hương Tràm, ca sĩ người Việt Nam
- 1998 – Boo Seungkwan, ca sĩ người Hàn Quốc

## Mất
- 69 – Galba, hoàng đế của Đế quốc La Mã (s. 3 TCN)
- 936 – Raoul I, quốc vương của Pháp (s. 880)
- 1128 – Lý Nhân Tông, vua thứ 4 của triều Lý, tức ngày Đinh Mão (12) tháng 12 năm Đinh Mùi (s. 1066)
- 1595 – Murad III, sultan của Đế quốc Ottoman (s. 1546)
- 1815 – Emma Hamilton, tình nhân người Anh của Horatio Nelson (s. 1761)
- 1919
  - Rosa Luxemburg, nhà lý luận, triết gia, nhà kinh tế người Đức (s. 1871)
  - Karl Liebknecht, nhà xã hội chủ nghĩa Đức (s. 1871)
- 1923 – Maurice Long, luật sư, chính trị gia người Pháp, Toàn quyền Đông Dương (s. 1866)
- 1926 – Enrico Toselli, nghệ sĩ dương cầm và soạn nhạc người Ý (b. 1883)
- 2007
  - James Hillier, nhà khoa học người Canada-Mỹ, phát minh ra kính hiển vi điện tử (s. 1915)
  - Bạc Nhất Ba, chính trị gia người Trung Quốc (s. 1908)
- 2021 – Lệ Thu, ca sĩ người Việt Nam (s. 1943).